# 迴向
迴向，或作回向、轉向、施向、迴施（梵语：pariṇāmanā；巴利語：pattidāna、pattānumodanā，佛教術語，在大乘佛教中通常指迴轉自己所修之功德於眾生或法界，助其早日成就佛道，是菩薩修行的一部分。

## 概述
梵文的原義是轉向、迴轉、前進，漢語譯為迴向，義爲“迴轉趨向”。簡單地說，就是將自己所做善業功德，迴轉而投向於某一明確的目標，有三種迴向：
- 菩提迴向（bodhipariṇāmanā）
- 實際迴向
- 眾生迴向

菩提迴向即迴向於增長菩提（覺悟），早成佛道，菩薩行者的迴向，就要以自他皆成佛爲最高目標。實際迴向是將所修的一切善行，迴向真如實際（涅槃）的證得。眾生迴向即迴向於眾生，讓眾生同獲福德利益，大乘佛教認為，自己所做善業功德，不僅僅要自己得到善報，也要佈施給所有眾生同沾利益。比如在淨土宗的迴向文中，多稱願自他共同往生極樂世界。 
迴向是菩薩乘的重要修行方法，可長養慈悲心、施捨心。 世親（天親）菩薩提出“五念門”「禮拜、讚歎、觀察、作願、迴向」，迴向爲其中之一。 曇鸞在《淨土論註》中提出二種迴向：往相迴向（往生淨土）、還相迴向（還歸穢土），即言往生淨土後要返歸娑婆世界渡化眾生，不捨眾生爲悲願。

## 註解
1. ↑  在早期的巴利文獻，patti指迴向生者，pattānumodanā用於迴向餓鬼、亡者.[1]
2. ↑  《大般若波羅蜜多經》：「持此善根，與一切有情同共迴向阿耨多羅三藐三菩提。」
《大集會正法經》：「願我以此善根，迴向阿耨多羅三藐三菩提。」
《華嚴經》：「以此善根迴向阿耨多羅三藐三菩提。」
《金光明經》：「所有一切功德善根，悉皆迴向阿耨多羅三藐三菩提。」
《大智度論》：「以此隨喜福德，迴向阿耨多羅三藐三菩提。」
3. ↑  《大般涅槃經》：「願以此功德，迴向無上道。」
4. ↑  也有在這迴向文加上迴向父母、師長的例子。
  - 「Yad atra puṇyaṃ tad bhavatu mātā-pittro ācāryopādhyāyānāṃ ca sarvva- satvānām anuttara-jñānāptaye」（於此所集功德，為父、母、阿闍梨、親教師，和一切眾生得無上智）
  - 「Yad atra puṇyaṃ tan mātā-pitrīt pūrvvaṅgamāt kṛtvā sarvva-satvāna sarvva-duḥkha-praharaṇāyānuttara-jñānāvāptaye」（於此所集功德，為拔濟以父母為首之一切眾生的所有痛苦及得無上智）
5. ↑  《梵本法華經》[12]：「Vayaṃ ca sarvasattvāśca agrāṃ bodhiṃ spṛśemahi」

《正法華經》：「令此群品類，逮得無上道。」
6. ↑  《梵本普賢行願品》[13]：「Mañjuśirī yatha jānati śūraḥ so ca samantatabhadra tathaiva, teṣu ahaṃ anuśikṣayamāṇo nāmayamī kuśalaṃ imu sarvam. Sarvatriyadhvagatebhi jinebhi-ryā pariṇāmana varṇita agrā, tāya ahaṃ kuśalaṃ imu sarvaṃ nāmayamī varabhadracarīye.」

《普賢菩薩行願讚》：「如妙吉祥勇猛智，亦如普賢如是智，我當習學於彼時，一切善根悉迴向。一切三世諸如來，以此迴向殊勝願，我皆一切諸善根，悉已迴向普賢行。」

《大乘集菩薩學論》：「清淨勇猛文殊尊，普賢勝德亦如是，彼二大士說回向，我當隨順而修學。十方三世諸如來，所說回向清淨教，我今積集諸善根，悉同最上普賢行。」
7. ↑  《梵本普賢行願品》[13]：「Vandanapūjanadeśanatāya modanadhyeṣaṇayācanatāya, yacca śubhaṃ mayi saṃcitu kiṃci-dbodhayi nāmayamī ahu sarvam.」

《普賢菩薩行願讚》：「禮拜供養及陳罪，隨喜功德及勸請，我所積集諸功德，悉皆迴向於菩提。」

《普賢菩薩行願王經》（敦煌本，此譯本較為清楚地列出七支供養）：「禮拜（vandana）供養（pūjana）與懺悔（deśana），隨喜（modana）啟發（adhyeṣaṇa，請轉法輪）及勸請（yācana，請佛住世），我於積集少善根，皆用迴向（nāmayamī）大菩提。」
8. ↑  《普賢行願修證儀》於此句之後，尚有：「我此普賢殊勝行，無邊勝福皆迴向，普願沈溺諸眾生，速往無量光佛剎。」
9. ↑  《梵本普賢行願品》[13]：「Bhadracariṃ pariṇāmya yadāptaṃ puṇyamanantamatīva viśiṣṭam, tena jagadvyasanaughanimagnaṃ yātvamitābhapuriṃ varameva.」
《普賢菩薩行願讚》：「我獲得此普賢行，殊勝無量福德聚，所有群生溺惡習，皆往無量光佛宮。」
10. ↑  《律苑事規》：「上來諷經功德，回向真如實際，莊嚴無上佛果菩提。四恩普報，三有齊資，法界眾生，同圓種智。十方三世一切諸佛諸尊菩薩摩訶薩摩訶般若波羅蜜」 

《楞嚴解冤釋結道場儀》：「上來舉范功德，專伸仰讚。三身紺像，四智能仁。八部龍天，參隨聖眾。次答天地蓋載，日月照臨，報國王水土之深恩，父母生成之厚德。四恩普報，三有均資。法界眾生，同圓種智。」
11. ↑  或者會添入普賢行願品迴向偈：「文殊師利勇猛智，普賢慧行亦復然，我今迴向諸善根，隨彼一切常修學。三世諸佛所稱歎，如是最勝諸大願，我今迴向諸善根，為得普賢殊勝行。」以及三寶加持文：「以佛所獲三身之加持，法性不變實諦之加持，僧眾不退意樂之加持，如是迴向發願悉成就。」[16]